# بيتم أب
بيتم أب (بالإنجليزية:Beat 'em up وتعني «أبرحهم ضرباً») 

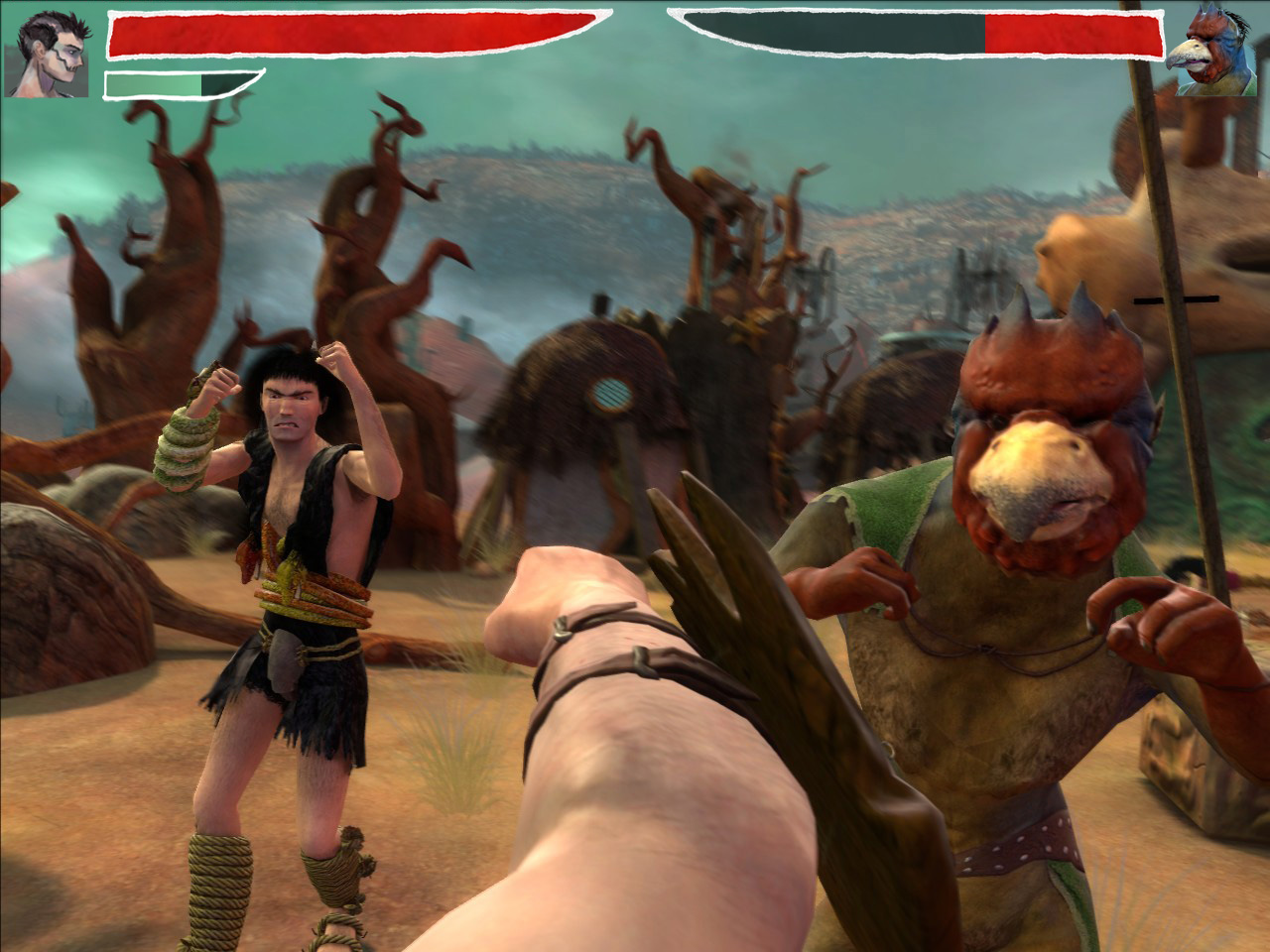
عنوان اللعبة "زينو كلاش" من ضمن لعبة بيتم آب.

## هدف اللعبة
ألعاب البيتم أب تركز على مقاتلة اللاعب للعديد من الأعداء من خلال اللكم أو الركل، أو باستخدام السيوف كما في ألعاب الهاك آند سلاش (بالإنجليزية: Hack & Slash) في العديد من المراحل أو المناطق. الهدف غالباً هو قتل جميع الأعداء في المنطقة ومن ثم هزيمة زعيمهم، أو المرور على طول المنطقة المليئة بالأعداء حتى الوصول لنهايتها. فاينال فايت (بالإنجليزية: Final Fight) هي مثال على هذا النوع من الألعاب.

## أمثلة
- لعبة جاكي شان ستانت ماستر